# Matanza de Caonao
La matanza de Caonao fue un suceso que tuvo lugar en 1513 cerca del río Caonao, en la isla de Cuba. Fue perpetrada por el militar castellano Pánfilo de Narváez y sus soldados contra la población local taína, y es considerada la mayor masacre de indígenas cometida en la historia de Cuba.  
Fray Bartolomé de las Casas, que se encontraba presente en el momento de la matanza, estimó alrededor de tres mil muertes completamente injustificadas, pues los indios recibieron a Pánfilo en son de paz, y ello le motivó a redactar sus famosas denuncias contra los abusos que se estaban dando en las Indias.

## Antecedentes
En 1509, el militar Pánfilo de Narváez deja Jamaica para comenzar a servir a Diego Velázquez de Cuéllar, el segundo al mando de La Española. Dos años más tarde en 1511, Diego Colón, el hijo de Cristóbal Colón, nombró a Velázquez de Cuéllar como primer gobernador de Cuba, a pesar de que la isla aún no había sido totalmente conquistada.